# 童貫
童 貫（どう かん、?  - 1126年）は、北宋末の政治家・軍人・宦官。字は道夫。開封府の出身。去勢され男性機能を失ったはずの宦官でありながら、多くの妻妾と養子を持ち筋骨隆々とした体躯で顎鬚まで生えていたという怪人物。

## 略歴
書画骨董の目利きであったことから徽宗に気に入られ、宰相蔡京と結託して権勢を極め、また兵法にも凝っていたため禁軍の頂点に君臨し、20年近く兵権を掌握した。しかし、徽宗の贅沢を助長させたため民衆からは怨嗟の対象とされ、蔡京や花石綱等で江南の民を疲弊させた朱勔・李邦彦・王黼・梁師成と共に「六賊」の一人に挙げられた。また軍費を着服し、私腹を肥やしていたという。後の北宋末を舞台にした小説『水滸伝』でも四奸の一人とされ、悪役になっている。

## 軍事的な手腕と生涯
童貫は宦官ではあったが軍人の道を選び、劉延慶・楊可世・馬拡らの将校を監督して西夏と戦わせるなど、20年にわたって兵権を掌握した。1111年には太尉・領枢密院に昇進し、その位階は三公に比肩した。
1120年、北宋は女真族の立てた新興の金と結び（海上の盟）、遼を挟撃して遼の支配下にあった北方の燕雲十六州を奪還しようと試み、当時宋軍の総帥の地位にあった童貫が将官を監督してこれに当たらせた。
軍事行動を起こそうとした矢先、江南で方臘の指導する反乱が勃発した。童貫は燕雲十六州攻撃のために編成した軍から15万の南征軍を抜き出し、王淵・韓世忠・辛興宗らの将軍を監督して反乱勢力の鎮圧に当たらせた。しかし反乱勢力の抵抗は長引き、童貫は江南の住民数十万人を殺戮した末に、王淵麾下の将校の韓世忠の活躍などにより1121年4月、方臘をようやく捕えこれを処刑した。このことで編成軍を疲弊させ消耗させたことが、後の軍事に大きな負の影響を及ぼしたとされる。
一方、金軍の猛攻の前に遼の天祚帝は逃亡し、遼の将軍の耶律大石らは逃亡した天祚帝に代わって耶律淳（天錫帝）を皇帝に擁立し、燕雲十六州に北遼を建てる。
1122年、童貫は15万の大兵力を各将軍に率いさせて北遼侵攻を開始した。童貫は北遼の軍隊は宋に降伏する手筈だと喧伝していたが、燕京を守る耶律大石率いる北遼軍の抵抗は頑強であり、初戦で楊可世が率いる前軍・辛興宗の西路軍・种師道の東路軍が国境線の白溝河まで敗走を余儀無くされ、さらに追撃を受けた際に童貫が北遼軍を恐れて退路を遮断したため、東路軍は壊滅的打撃を被り、西路軍も大きな被害を出した。
その後、崩御した天錫帝の遺書を偽造して権力掌握を画策した北遼の宰相李処温の陰謀が失敗に終わると、李処温は皇太后を拉致して宋へ投降することを打診して来たが、蕭幹に露見したため李処温の一族は処刑された。その余波によって、女真人の将軍・郭薬師が契丹人の猜疑を受け、宋へ投降している。
童貫は増援によって20万に増強された宋軍を劉延慶に指揮させ、6月24日に北遼の天錫帝が病死したので、郭薬師の献策による燕京奇襲を実行させた。郭薬師の策によって城内に侵入した宋軍の奇襲は成功しかけ、市街戦となったが、北遼軍の抵抗は激烈で宋軍は敗走した。北遼軍は総攻撃を仕掛け、童貫の軍は左右から包囲攻撃を受け、宋の禁軍はこの一戦で壊滅的打撃を被った。
万策尽きた童貫は、自力での燕京攻略は不可能であると判断し、阿骨打に救援を依頼した。阿骨打は北方より三路から燕京へ攻撃を掛け、耶律大石は居庸関で抵抗を試みたものの、敗れて金軍に捕えられた。阿骨打は燕京の人や物資を略奪した上で宋軍に明け渡し、多額の歳幣を宋に要求した。
その後、1123年に金に攻め込まれた際は太原に駐屯していたが、「すみやかに山西と河北の地を割譲し、黄河を境界に宋の保全を図るがよかろう」と金に脅迫され、再び部下を見捨てて敵前逃亡する失態を犯した。欽宗即位後、開封の太学生陳東らに、六賊と弾劾され、その責任を糾弾されて海南島へ流される途中に死罪となり、特命を受けた御史の張澂の手で斬首された。童貫の首は鉄のように固く、門の敷居を断頭台代わりにしてやっと切り落とすことが出来たと伝えられている。

## 参考・引用文献
- 『世界歴史大系 中国史3 五代〜元』（梅原郁他、山川出版社　1997年 ISBN 4634461706）